# آگنس فی مورگان
آگنس فی مورگان (۴ مه ۱۸۸۴–۲۰ ژوئیه ۱۹۶۸) یک شیمی‌دان و استاد دانشگاه آمریکایی بود. او رئیس طولانی مدت برنامه اقتصاد خانگی در دانشگاه کالیفرنیا بود. برنامه وی در علوم پایه بود و دانشجویان پذیرفته شده در این برنامه موظف بودند دارای سطح علمی بالایی باشند که در آن زمان نمونه ای از برنامه‌های اقتصاد خانگی نبود. مورگان یکی از اولین استادان زن متأهل در ایالات متحده بود. 
وی فارغ‌التحصیل دانشگاه شیکاگو بود، مورگان پیش از کسب مدرک دکترا و گرفتن مقام در برکلی، در مدارس کوچکتر تدریس می‌کرد. آزمایشگاه مورگان تحقیقات قابل توجهی در مورد ترکیبات غذایی و ویتامین‌ها، به ویژه اسید پانتوتنیک (ویتامین ب ۵) انجام داد. کار او با کاهش سن و ارتباط کلسترول سرم با مصرف چربی در رژیم غذایی با کاهش تراکم استخوان ارتباط داشت.
مورگان بیش از ۵۰ سال در ارتباط با برکلی بود و اگرچه در سال ۱۹۵۴ بازنشسته شد، اما تا اواخر عمر در این زمینه فعالیت داشت. وی نشان گاروان را از انجمن شیمی آمریکا و جایزه تحقیقاتی بوردن از بنیاد شرکت بوردن دریافت کرد. در برکلی، آزمایشگاه تغذیه دانشگاه به افتخار او نامگذاری شده‌است. ایوتا سیگما پی، یک جامعه‌شناس و شیمیدان در آمریکا، جایزه تحقیقات آگنس فی مورگان را به زنان برجسته این رشته اهدا می‌کند.

## اوایل زندگی
آگنس مورگان در سال ۱۸۸۴ در پئوریا، ایلینوی متولد شد. پدر و مادر وی پاتریک مورگان و همسر دوم وی، مری دولی بودند. پاتریک و مری مورگان از گالوی ایرلند آمده بودند. او یک کارگر و سازنده بود. آگنس مورگان سومین فرزند از چهار فرزند خانواده بود. وی در دبیرستان پئوریا فارغ‌التحصیل شد. او قبل از انتقال به دانشگاه شیکاگو برای مدت کوتاهی به دانشگاه واسار رفت.
مورگان در دانشگاه شیکاگو در رشته فیزیک ثبت نام کرد، اما او پس از گذراندن دوره در آن رشته از جولیوس استیگلیتز، رشته اصلی خود را به شیمی تغییر داد. وی یک شیمیدان تأثیرگذار بود که به عضویت آکادمی ملی علوم و رئیس انجمن شیمی آمریکا درآمد. مورگان به ترتیب لیسانس و کارشناسی ارشد شیمی را به ترتیب در سال ۱۹۰۴ و ۱۹۰۵ به پایان رساند. حدود یک سال، مورگان استاد شیمی در دانشکده بود.
در هنگام تدریس در دانشگاه مونتانا در سال ۸–۱۹۰۷، مورگان با آرتور مورگان، که یک بازیکن فوتبال در دانشگاه بود، ازدواج کرد. گرچه آقای مورگان دبیر شیمی مورگان بود، اما آقای مورگان چهار سال از آگنس بزرگتر بود، که پس از خدمت سربازی در جنگ اسپانیا و آمریکا در مونتانا شرکت کرد.
پس از تدریس در دانشگاه واشینگتن از سال ۱۹۱۲تا ۱۹۱۰، مورگان دکترای خود را به پایان رساند. در رشته شیمی در دانشگاه شیکاگو در سال ۱۹۱۴. استیگلیتز نظارت بر پایان‌نامه خود را.  که او ممکن است تنها زن متأهلی باشد که دکتری دریافت کرده‌است. در رشته شیمی در چند سال نخست قرن بیستم. با وجود این واقعیت که زنان متأهل به‌طور کلی از دانشکده‌های دانشگاه استقبال نمی‌کردند (اساتید زن معمولاً هنگام ازدواج از دانشگاه استعفا می‌دادند)، استیگلیتز موافقت کرد که نامه ای را برای مورگان بنویسد تا بتواند در دانشگاه ایلینویز موقعیت کند. استیگلیتز در نامه خود خاطرنشان کرد: دانشگاه باید از وضعیت مورگان غافل شود زیرا شوهرش در آن زمان بیمار بود. 

## مشاغل در برکلی

### سال‌های اول
مشخص نیست که آیا دانشگاه ایلینوی پیشنهادی را به مورگان ارائه داده‌است، اما به هر حال، وی برای یک مقام دانشکده در برکلی مصاحبه کرد. او مصاحبه ای را با معاون دانشکده برگزار کرده بود، اما او همسر و دختر نوجوان خود را برای انجام این کار فرستاد. وی شغل برکلی را که در بخش اقتصاد خانه بود، پذیرفت. موقعیت پرداخت ۱۸۰۰ دلار؛ به اعضای هیئت علمی دانشگاه ۲ هزار و ۴۰۰ دلار با دکترا و ۱۸۰۰ دلار بدون آن پرداخت شد.  وقتی مورگان به برکلی رسید، دریافت که مجبور است دوره‌هایی را در زمینه تغذیه و رژیم غذایی تدریس کند. با وجود سابقه در رشته شیمی، وی رژیم غذایی را به عنوان «موضوعی که هیچ چیز از آن نمی‌دانستم و هیچ کس دیگر در آن زمان چیزهای زیادی نمی‌دانست» توصیف کرد. او گفت که او مجبور است برنامه‌های درسی را مطالعه کند «که اکثراً از مجلات پزشکی آلمان است.»
یکی از علائق اعلام شده مورگان این بود که برنامه ای را برای تحقیق درمورد شیوه‌های خانگی هدایت کند. اگر نمی‌توانست توسط علم حمایت شود، اصول اقتصاد سنتی خانه را نمی‌آموزد. این بدان معنی بود که دانشجویان وی ملزم به داشتن پیشینه علمی دقیق تر از سایر برنامه‌های اقتصاد خانه در ایالات متحده بودند. در نتیجه، فارغ التحصیلان او خود را برای نقش‌هایی آموخته‌اند که معمولاً برای فارغ التحصیلان اقتصاد خانگی سنتی از قبیل مدیریت تغذیه بیمارستان و تدریس در علوم پایه باز نبوده‌است.
حتی در بین زنان دانشگاه، مورگان از آنجایی که از خانواده ای مهاجر بود از بسیاری جهات، مورگان نیز به عنوان یک اقتصاددان خانه دچار بی‌هویتی بود. او آشپزی و خانه‌داری را دوست نداشت، و سبک لباس او به‌طور کلی برای دو دهه نخست وقت خود در برکلی به عنوان «خفته» توصیف می‌شد. از آنجا که زنان نمی‌توانستند به بیشتر قسمتهای موجود در دانشکده موجود برکلی دسترسی پیدا کنند، مورگان به تأسیس باشگاه دانشکده زنان در محوطه دانشگاه کمک کرد. از این مکان به عنوان یک محل ملاقات برای ناهار و شام و همچنین اقامتگاه برای اعضای هیئت علمی خانم و بازدید کنندگان پردیس استفاده می‌شد. 
اداره مورگان همیشه قبل از در اختیار داشتن بودجه تحقیقاتی فدرال، در دوره ای با مبارزات مالی روبرو بود. برای جمع‌آوری بودجه، مورگان دوره‌های آموزشی خدمات غذایی را برای دبیران، پرستاران و سایر شرکت کنندگان فراهم کرد. این کلاس‌ها در نهایت باعث ضعف شهرت در دانشگاه شد، زیرا مسئولان دانشگاه این آموزش را حرفه ای می‌دیدند و آن را مطابق با استانداردهای دانشگاه می‌دانستند. به همین دلیل، مورگان از قبول بودجه صنعت برای تحقیقات منع شد و دانشگاه فضای بسیار کمی برای انجام تحقیقات پژوهشی در اختیار وی قرار داد. واقعیت این را می‌افزاید: مقامات دانشگاه پیش از این مورگان را به دلیل حفظ معیارهای دانشگاهی که برای یک برنامه اقتصاد خانگی بیش از حد بالا بودند، مورد انتقاد قرار دادند.
موضوع ارائه آموزش‌های حرفه ای بخشی از چالش‌های بزرگتر برای مورگان در چند سال نخست حضور وی در دانشگاه بود. به دلیل وضعیت دانشگاه، این دانشگاه موظف بود از دستورالعمل‌های وزارت امور خارجه کالیفرنیا پیروی کند تا فارغ التحصیلان آموزش دیده به عنوان دبیر، متخصصان برنامه‌های کشاورزی و متخصصان رژیم را تولید کند. با این حال، بنیامین ایده ویلر، رئیس دانشگاه در اوایل قرن بیستم، این رشته‌ها را به عنوان حرفه خواند و او مورگان را ترغیب کرد تا تمرکز خود را بر روی علم ادامه دهد. 

### تحقیق و نوشتن
برخی از مهمترین تحقیقات علمی حاصل از آزمایشهای مورگان مربوط به زیست شیمی ویتامین‌ها و ارزش غذایی مواد غذایی است. وی با بررسی تأثیرات اسید پانتوتنیک (ویتامین ب ۵) بر عملکرد غده فوق کلیوی، بیشترین خدمت را کرد. در کار تحقیقاتی اولیه خود، مورگان غذاهای فرآوری شده را مورد تجزیه و تحلیل قرار داد و ترکیب ویتامین آنها را توصیف کرد. او اولین کسی بود که ثابت کرد که یک ماده نگهدارنده، دی‌اکسید گوگرد، ویتامین ث را محافظت می‌کند اما به ویتامین ب۱ آسیب می‌رساند.
در سال ۱۹۳۸، گروه اقتصاد خانگی تحت دانشکده کشاورزی منتقل شد و همه اعضای هیئت علمی به ایستگاه آزمایش کشاورزی کالیفرنیا وابسته شدند. اواخر کار خود، در یک پروژه ایستگاه آزمایش کشاورزی شرکت کرد که تغذیه افراد سالخورده را در شهرستان سن ماتئو، کالیفرنیا بررسی کرد. این کار نتیجه‌گیری دو نتیجه مهم را داشت: تراکم استخوان در زنان بین ۵۰ تا ۶۵ سال شروع به کاهش کرد، و این که چربی رژیم غذایی منجر به افزایش کلسترول شد.
در یکی دیگر از مطالعات خود، مورگان با یک پرورش دهنده روباه همکاری کرد تا اثرات رژیم‌های غذایی حاوی مقادیر کم و طبیعی ویتامین‌های گروه ب را مطالعه کند. گروه درمانی (روباه‌های محدود به ویتامین) یک کت خاکستری ریز و پراکنده ایجاد کردند که شبیه خز مد روباه نقره ای بود. مورگان دریافت که روباه‌هایی که میزان طبیعی ویتامین‌های گروه ب را دارند، خز سیاه براق دارند. پس از آزمایش، یک پوست به سرقت برده از خز از هر دو درمان و گروه شاهد انجام شد.
مورگان بعضاً به دنبال بررسی مشکلات عمومی به نمایندگی از دولت‌های فدرال یا ایالتی بود. وی کیفیت مواد غذایی را در سال ۱۹۳۹ در زندان سن کوئنتین مورد بررسی قرار داد و در دهه ۱۹۴۰ ریاست مؤسس کمیته تغذیه کالیفرنیا بود و در دفتر تحقیقات و توسعه علمی خدمت کرد. در سال ۱۹۶۰، مورگان عضو کمیته ای بود که به سمیت آفت‌کش مورد استفاده در کشاورزی پرداخت.

## زندگی و میراث بعدی
علاوه بر کسب نشان گاروان در سال ۱۹۴۹، که توسط انجمن شیمی آمریکا به زنان برجسته شیمی اهدا می‌شود، گاروان اولین استاد زن به نام مدرس تحقیقات دانشکده در برکلی در سال ۱۹۵۱ شد. مورگان برای افتخار توسط همکاران هیئت علمی برکلی انتخاب شد.
اگرچه او به‌طور رسمی در سال ۱۹۵۴ بازنشسته شد، مورگان تقریباً بقیه عمر همچنان به دفتر آمد. درست پس از بازنشستگی مورگان، دانشگاه کالیفرنیا تصمیم گرفت اقتصاد خانه را فقط در پردیس‌های دیویس و سانتا باربارا ارائه دهد و برنامه تغذیه در برکلی ادامه داشت. چهل مقاله از او پس از تاریخ بازنشستگی منتشر شد. پس از تحمل سکته قلبی در اوایل ژوئیه سال ۱۹۶۸، مورگان در ۲۰ ژوئیه درگذشت. در زمان فوت وی، وی همچنان ریاست کمیته انتخاب برای همراهان جدید مؤسسه تغذیه آمریکایی را بر عهده داشت.

## برای مطالعهٔ بیشتر
- Shearer, ed. by Benjamin F. Shearer (1997). 978-0-313-29303-0 Notable women in the physical sciences: a biographical dictionary (1. publ. ed.). Westport, Conn. [u.a.]: Greenwood Press. ISBN 978-0-313-29303-0. {{cite book}}: |first= has generic name (help); Check |url= value (help)
- Wayne, Tiffany K. (2011). American women of science since 1900. Santa Barbara, Calif.: ABC-CLIO. ISBN 978-1-59884-158-9.